# Artère du labyrinthe
L'artère du labyrinthe (ou artère auditive interne ou artère labyrinthique) est une branche de l'artère cérébelleuse intéro-antérieure ou de l'artère basilaire,.

## Trajet
Elle accompagne le nerf vestibulocochléaire (nerf crânien VIII), le nerf facial et le nerf intermédiaire à travers le méat acoustique interne.
Elle se divise en artère cochléaire commune et en artère vestibulaire antérieure (ou artère du vestibule).
L'artère cochléaire commune se divise elle-même en trois branches : l'artère cochléaire propre, l'artère vestibulocochléaire et l’artère spirale du modiolus.

## Zone de vascularisation
L'artère labyrinthique et l'ensemble de ses branches irrigue l'oreille interne,.
Elle irrigue également le nerf vestibulocochléaire sur toute sa longueur.

## Aspect clinique
L'artère labyrinthique peut s'obstruer. Cela peut entraîner une perte d'audition homolatérale et des troubles de l'équilibre.